# Joseph-Pierre de Bonnécamps
Joseph-Pierre de Bonnécamps, né le 7 septembre 1708 à Vannes et mort au château de Tronjoli le 28 mai 1790, est un jésuite, missionnaire, prêtre et professeur français.

## Biographie
il entra chez les Jésuites à Paris en 1727 et y fut ordonné vers 1743. Professeur d'hydrographie au collège de Québec  de 1743 à 1757, il accompagne le corps expéditionnaire de Pierre Céloron de Blainville dans l'Ohio en qualité d'aumônier, d'hydrographe et d'historiographe de juin à novembre 1749. 
|  |

Il fait un voyage de santé en France en 1757-1758 ; l'année suivante il est professeur de mathématiques au collège de Québec, puis au collège du Mont de Caen en France (1759-1760). Sécularisé par le pape à la suppression de la compagnie de Jésus en 1762, il entra dans le clergé paroissial et fut aumônier du bagne de Brest de 1762 à 1766.
Missionnaire aux îles Saint-Pierre-et-Miquelon près de Terre-Neuve (1766-1768). Il est précepteur des enfants de l'amiral de Tronjoli au château de Tronjoli près de Gourin en France, de 1768 à 1790. Il est inhumé dans l'église de Notre-Dame de Gourin.